# Adolf Panzner
Adolf Panzner (* 4. August 1892 in Hamburg; † 6. Februar 1944 in Rickling) war ein deutscher Politiker (KPD), antifaschistischer Widerstandskämpfer und Opfer des NS-Regimes.

## Leben

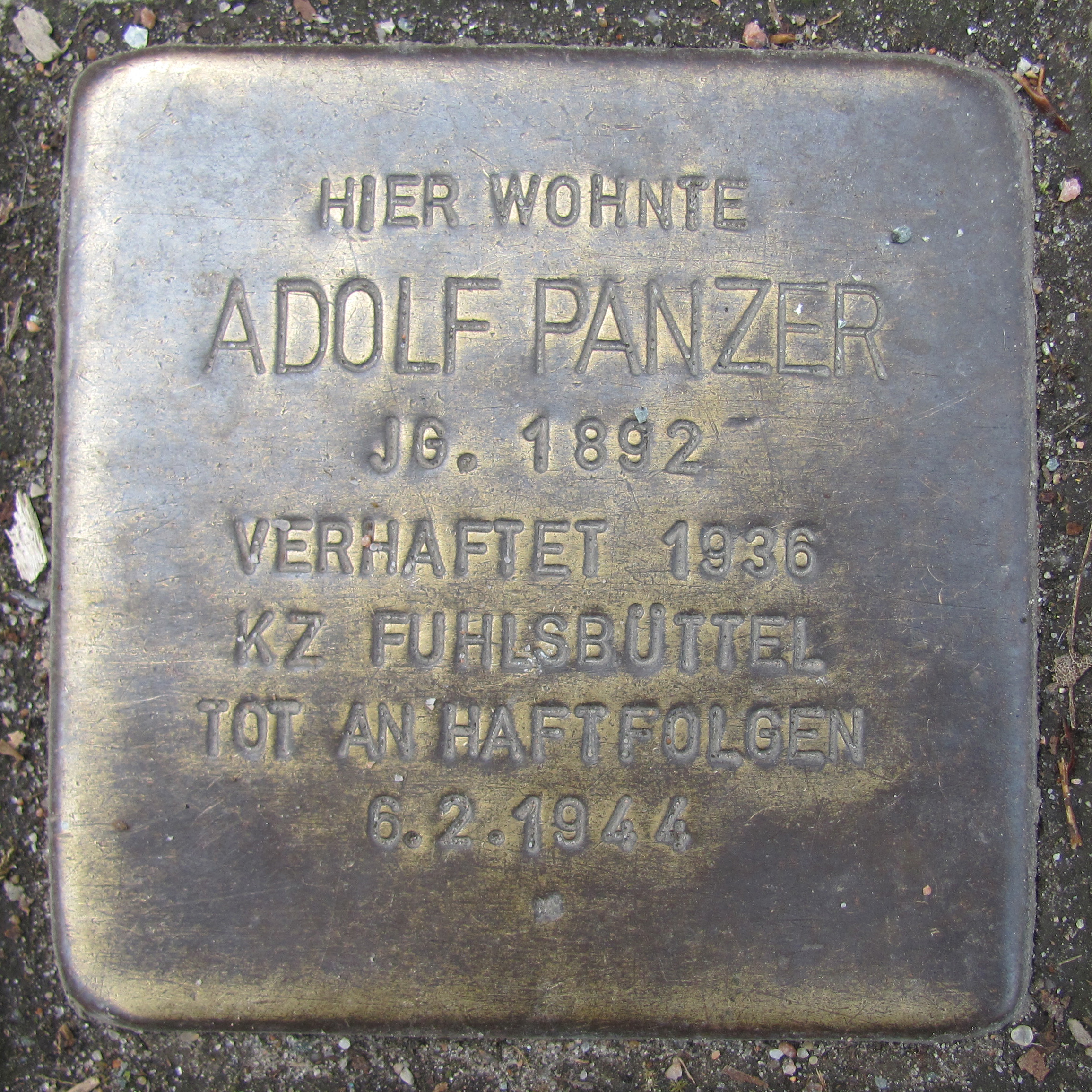
Stolperstein für Adolf Panzner (fälschlich „Panzer“ geschrieben) vor dem Haus Tondernstraße 7 in Hamburg-Dulsberg.

Der Gastwirtssohn Panzner schloss nach dem Ende seiner Schullaufbahn eine kaufmännische Ausbildung ab und war anschließend bei einem Anwalt und danach bei einer Berufsgenossenschaft angestellt. Ab 1916 nahm er am Ersten Weltkrieg teil und war nach Kriegsende bis zu seiner Entlassung 1923 bei der Staatsanwaltschaft Hamburg als Schriftführer beschäftigt.
Politisch betätigte sich Panzner zur Zeit der Weimarer Republik bei der KPD und der Roten Hilfe. Bei der KPD Hamburg war er bis 1932 Filialleiter des Literaturvertriebs. Panzner rückte im März 1931 für den ermordeten Abgeordneten Ernst Henning in die Hamburgische Bürgerschaft nach.
Nach der Machtergreifung der Nationalsozialisten 1933 war er weiter für die nun illegale KPD in Altona, Barmbek und Wandsbek tätig. Spätestens im Herbst 1935 wurde er verhaftet, in Schutzhaft genommen und im KZ Fuhlsbüttel schwer misshandelt. Nach folgender Untersuchungshaft wurde er am 21. März 1936 durch das Hanseatische Oberlandesgericht aufgrund des Vorwurfs der „Vorbereitung zum Hochverrat“ zu 18 Monaten Zuchthaus und zwei Jahren Ehrverlust verurteilt. Im März 1937 aus der Haft entlassen war Panzner aufgrund der Haftfolgen erwerbsunfähig, so dass seine Ehefrau mit einem Friseursalon den Lebensunterhalt des Paares größtenteils bestreiten musste. Panzner wurde 1939 aufgrund eines „Nervenleidens“ in die Heil- und Pflegeanstalt Rickling eingewiesen, wo er im Februar 1944 nach Anstaltsangaben an „Arteriosklerose cerebrii bei Kreislaufschwäche“ verstarb.
In der Tondernstraße 7 in Hamburg-Dulsberg, wo Panzner mit seiner Ehefrau zuletzt wohnte, wurde ein Stolperstein  für ihn verlegt.